# Cady Noland
Cady Noland (Washington DC, 1956) és una escultora conceptual i d'instal·lació artística exhibida internacional estatunidenca. La seva obra tracta sobre la promesa fallida del Somni Americà i la divisió entre la fama i l'anonimat, entre altres temàtiques. La seva obra ha estat exhibida en museu i exposicions com en l'exposició de Whitney Biennial el 1991 o en el documenta IX a Kassel, Alemanya. És la filla del Color Fielddel pintor Kenneth Noland.